# Llista d'asteroides/115401–115500
| Nom               | Designació provisional | Data de descobriment | Lloc de descobriment | Descobridor/s                |
| ----------------- | ---------------------- | -------------------- | -------------------- | ---------------------------- |
| 115401 -          | 2003 SK291             | 29 de setembre, 2003 | Socorro              | LINEAR                       |
| 115402 -          | 2003 SR291             | 30 de setembre, 2003 | Socorro              | LINEAR                       |
| 115403 -          | 2003 SA292             | 30 de setembre, 2003 | Socorro              | LINEAR                       |
| 115404 -          | 2003 SA293             | 27 de setembre, 2003 | Socorro              | LINEAR                       |
| 115405 -          | 2003 SX293             | 28 de setembre, 2003 | Socorro              | LINEAR                       |
| 115406 -          | 2003 SK294             | 28 de setembre, 2003 | Socorro              | LINEAR                       |
| 115407 -          | 2003 ST294             | 28 de setembre, 2003 | Socorro              | LINEAR                       |
| 115408 -          | 2003 SU294             | 28 de setembre, 2003 | Socorro              | LINEAR                       |
| 115409 -          | 2003 SW294             | 28 de setembre, 2003 | Socorro              | LINEAR                       |
| 115410 -          | 2003 SN296             | 29 de setembre, 2003 | Anderson Mesa        | LONEOS                       |
| 115411 -          | 2003 SB297             | 16 de setembre, 2003 | Palomar              | NEAT                         |
| 115412 -          | 2003 SN297             | 18 de setembre, 2003 | Haleakala            | NEAT                         |
| 115413 -          | 2003 SA299             | 29 de setembre, 2003 | Anderson Mesa        | LONEOS                       |
| 115414 -          | 2003 SG299             | 29 de setembre, 2003 | Anderson Mesa        | LONEOS                       |
| 115415 -          | 2003 SJ299             | 29 de setembre, 2003 | Anderson Mesa        | LONEOS                       |
| 115416 -          | 2003 SP299             | 29 de setembre, 2003 | Socorro              | LINEAR                       |
| 115417 -          | 2003 SR299             | 30 de setembre, 2003 | Socorro              | LINEAR                       |
| 115418 -          | 2003 SY301             | 17 de setembre, 2003 | Palomar              | NEAT                         |
| 115419 -          | 2003 SG305             | 17 de setembre, 2003 | Palomar              | NEAT                         |
| 115420 -          | 2003 SJ306             | 30 de setembre, 2003 | Socorro              | LINEAR                       |
| 115421 -          | 2003 SN306             | 30 de setembre, 2003 | Socorro              | LINEAR                       |
| 115422 -          | 2003 SM307             | 26 de setembre, 2003 | Socorro              | LINEAR                       |
| 115423 -          | 2003 SG308             | 28 de setembre, 2003 | Socorro              | LINEAR                       |
| 115424 -          | 2003 SE310             | 28 de setembre, 2003 | Socorro              | LINEAR                       |
| 115425 -          | 2003 SH310             | 28 de setembre, 2003 | Socorro              | LINEAR                       |
| 115426 -          | 2003 SP311             | 29 de setembre, 2003 | Socorro              | LINEAR                       |
| 115427 -          | 2003 SG312             | 30 de setembre, 2003 | Kitt Peak            | Spacewatch                   |
| 115428 -          | 2003 SH313             | 18 de setembre, 2003 | Goodricke-Pigott     | R. A. Tucker                 |
| 115429 -          | 2003 SB315             | 17 de setembre, 2003 | Socorro              | LINEAR                       |
| 115430 -          | 2003 SF315             | 26 de setembre, 2003 | Palomar              | NEAT                         |
| 115431 -          | 2003 TJ1               | 4 d'octubre, 2003    | Kingsnake            | J. V. McClusky               |
| 115432 -          | 2003 TQ2               | 1 d'octubre, 2003    | Goodricke-Pigott     | J. W. Kessel                 |
| 115433 -          | 2003 TS2               | 2 d'octubre, 2003    | Goodricke-Pigott     | J. W. Kessel                 |
| 115434 Kellyfast  | 2003 TU2               | 5 d'octubre, 2003    | Goodricke-Pigott     | V. Reddy                     |
| 115435 -          | 2003 TM4               | 6 d'octubre, 2003    | Anderson Mesa        | LONEOS                       |
| 115436 -          | 2003 TU4               | 1 d'octubre, 2003    | Kitt Peak            | Spacewatch                   |
| 115437 -          | 2003 TG5               | 2 d'octubre, 2003    | Kitt Peak            | Spacewatch                   |
| 115438 -          | 2003 TE6               | 1 d'octubre, 2003    | Anderson Mesa        | LONEOS                       |
| 115439 -          | 2003 TN6               | 1 d'octubre, 2003    | Anderson Mesa        | LONEOS                       |
| 115440 -          | 2003 TV6               | 1 d'octubre, 2003    | Anderson Mesa        | LONEOS                       |
| 115441 -          | 2003 TO7               | 1 d'octubre, 2003    | Anderson Mesa        | LONEOS                       |
| 115442 -          | 2003 TS7               | 1 d'octubre, 2003    | Anderson Mesa        | LONEOS                       |
| 115443 -          | 2003 TK8               | 2 d'octubre, 2003    | Socorro              | LINEAR                       |
| 115444 -          | 2003 TU8               | 3 d'octubre, 2003    | Kitt Peak            | Spacewatch                   |
| 115445 -          | 2003 TF9               | 4 d'octubre, 2003    | Kitt Peak            | Spacewatch                   |
| 115446 -          | 2003 TK9               | 5 d'octubre, 2003    | Haleakala            | NEAT                         |
| 115447 -          | 2003 TM9               | 5 d'octubre, 2003    | Haleakala            | NEAT                         |
| 115448 -          | 2003 TU9               | 14 d'octubre, 2003   | Palomar              | NEAT                         |
| 115449 Robson     | 2003 TG10              | 14 d'octubre, 2003   | New Milford          | John J. McCarthy Observatory |
| 115450 -          | 2003 TK10              | 15 d'octubre, 2003   | Črni Vrh             | Črni Vrh                     |
| 115451 -          | 2003 TZ10              | 15 d'octubre, 2003   | Palomar              | NEAT                         |
| 115452 -          | 2003 TB11              | 14 d'octubre, 2003   | Anderson Mesa        | LONEOS                       |
| 115453 -          | 2003 TL11              | 14 d'octubre, 2003   | Anderson Mesa        | LONEOS                       |
| 115454 -          | 2003 TF12              | 14 d'octubre, 2003   | Anderson Mesa        | LONEOS                       |
| 115455 -          | 2003 TL12              | 14 d'octubre, 2003   | Socorro              | LINEAR                       |
| 115456 -          | 2003 TD13              | 9 d'octubre, 2003    | Anderson Mesa        | LONEOS                       |
| 115457 -          | 2003 TU13              | 5 d'octubre, 2003    | Socorro              | LINEAR                       |
| 115458 -          | 2003 TN14              | 14 d'octubre, 2003   | Anderson Mesa        | LONEOS                       |
| 115459 -          | 2003 TG15              | 15 d'octubre, 2003   | Anderson Mesa        | LONEOS                       |
| 115460 -          | 2003 TL15              | 15 d'octubre, 2003   | Anderson Mesa        | LONEOS                       |
| 115461 -          | 2003 TO15              | 15 d'octubre, 2003   | Anderson Mesa        | LONEOS                       |
| 115462 -          | 2003 TZ15              | 15 d'octubre, 2003   | Anderson Mesa        | LONEOS                       |
| 115463 -          | 2003 TF16              | 15 d'octubre, 2003   | Anderson Mesa        | LONEOS                       |
| 115464 -          | 2003 TO16              | 15 d'octubre, 2003   | Anderson Mesa        | LONEOS                       |
| 115465 -          | 2003 TM17              | 15 d'octubre, 2003   | Palomar              | NEAT                         |
| 115466 -          | 2003 TM19              | 15 d'octubre, 2003   | Palomar              | NEAT                         |
| 115467 -          | 2003 TW19              | 15 d'octubre, 2003   | Anderson Mesa        | LONEOS                       |
| 115468 -          | 2003 TX20              | 15 d'octubre, 2003   | Anderson Mesa        | LONEOS                       |
| 115469 -          | 2003 TZ31              | 1 d'octubre, 2003    | Kitt Peak            | Spacewatch                   |
| 115470 -          | 2003 TE57              | 5 d'octubre, 2003    | Socorro              | LINEAR                       |
| 115471 -          | 2003 UA1               | 16 d'octubre, 2003   | Palomar              | NEAT                         |
| 115472 -          | 2003 UD3               | 16 d'octubre, 2003   | Kitt Peak            | Spacewatch                   |
| 115473 -          | 2003 UP3               | 17 d'octubre, 2003   | Socorro              | LINEAR                       |
| 115474 -          | 2003 UE4               | 16 d'octubre, 2003   | Palomar              | NEAT                         |
| 115475 -          | 2003 UV4               | 17 d'octubre, 2003   | Socorro              | LINEAR                       |
| 115476 -          | 2003 UF7               | 18 d'octubre, 2003   | Socorro              | LINEAR                       |
| 115477 Brantanica | 2003 UK8               | 19 d'octubre, 2003   | Wrightwood           | J. W. Young                  |
| 115478 -          | 2003 UT8               | 16 d'octubre, 2003   | Socorro              | LINEAR                       |
| 115479 -          | 2003 UP10              | 19 d'octubre, 2003   | Anderson Mesa        | LONEOS                       |
| 115480 -          | 2003 UC11              | 19 d'octubre, 2003   | Kvistaberg           | Uppsala-DLR Asteroid Survey  |
| 115481 -          | 2003 UG12              | 20 d'octubre, 2003   | Palomar              | NEAT                         |
| 115482 -          | 2003 UV14              | 16 d'octubre, 2003   | Kitt Peak            | Spacewatch                   |
| 115483 -          | 2003 UJ16              | 16 d'octubre, 2003   | Anderson Mesa        | LONEOS                       |
| 115484 -          | 2003 UL19              | 20 d'octubre, 2003   | Palomar              | NEAT                         |
| 115485 -          | 2003 UR19              | 22 d'octubre, 2003   | Wrightwood           | J. W. Young                  |
| 115486 -          | 2003 UN20              | 21 d'octubre, 2003   | Socorro              | LINEAR                       |
| 115487 -          | 2003 UK21              | 18 d'octubre, 2003   | Anderson Mesa        | LONEOS                       |
| 115488 -          | 2003 UL21              | 18 d'octubre, 2003   | Palomar              | NEAT                         |
| 115489 -          | 2003 UO21              | 18 d'octubre, 2003   | Kitt Peak            | Spacewatch                   |
| 115490 -          | 2003 UQ21              | 20 d'octubre, 2003   | Kingsnake            | J. V. McClusky               |
| 115491 -          | 2003 UT21              | 21 d'octubre, 2003   | Kingsnake            | J. V. McClusky               |
| 115492 Watonga    | 2003 UR22              | 23 d'octubre, 2003   | Emerald Lane         | L. Ball                      |
| 115493 -          | 2003 UP23              | 22 d'octubre, 2003   | Kitt Peak            | Spacewatch                   |
| 115494 -          | 2003 UW24              | 17 d'octubre, 2003   | Anderson Mesa        | LONEOS                       |
| 115495 -          | 2003 UD25              | 21 d'octubre, 2003   | Socorro              | LINEAR                       |
| 115496 -          | 2003 UF26              | 24 d'octubre, 2003   | Socorro              | LINEAR                       |
| 115497 -          | 2003 UG26              | 24 d'octubre, 2003   | Socorro              | LINEAR                       |
| 115498 -          | 2003 UN26              | 25 d'octubre, 2003   | Goodricke-Pigott     | R. A. Tucker                 |
| 115499 -          | 2003 UO26              | 25 d'octubre, 2003   | Goodricke-Pigott     | R. A. Tucker                 |
| 115500 -          | 2003 UC27              | 23 d'octubre, 2003   | Goodricke-Pigott     | R. A. Tucker                 |